# Abdelhak Kherbache
Abdelhak Kherbache (in arabo عبد الحق خرباش‎?; 25 giugno 1995) è un lottatore algerino, specializzato nella lotta libera. Ha rappresentato l'Algeria ai Giochi olimpici estivi di Tokyo 2020, dove si è classificato 16º nella categoria 57 kg.

## Palmarès
| Anno | Manifestazione                     | Sede                 | Evento   | Risultato | Note |
| ---- | ---------------------------------- | -------------------- | -------- | --------- | ---- |
| 2011 | Campionati africani cadetti        | Staouali             | LL 46 kg | Argento   |      |
| 2013 | Campionati arabi                   | Doha                 | LL 55 kg | Argento   |      |
| 2014 | Campionati africani                | Tunisi               | LL 57 kg | Argento   |      |
| 2014 | Campionati del Mediterraneo junior | Kanjiža              | LL 55 kg | Oro       |      |
| 2014 | Campionati del Mediterraneo junior | Kanjiža              | GR 55 kg | Argento   |      |
| 2014 | Mondiali junior                    | Zagabria             | LL 55 kg | 21º       |      |
| 2015 | Campionati africani                | Alessandria d'Egitto | LL 57 kg | Argento   |      |
| 2015 | Campionati africani junior         | Alessandria d'Egitto | LL 55 kg | Oro       |      |
| 2015 | Campionati mondiali junior         | Salvador da Bahia    | LL 55 kg | 16º       |      |
| 2015 | Giochi panafricani                 | Brazzaville          | LL 57 kg | Bronzo    |      |
| 2017 | Campionati africani                | Marrakech            | LL 57 kg | Argento   |      |
| 2017 | Campionati mondiali U23            | Bydgoszcz            | LL 57 kg | 17º       |      |
| 2018 | Campionati africani                | Port Harcourt        | LL 57 kg | Bronzo    |      |
| 2019 | Campionati africani                | Hammamet             | LL 57 kg | Oro       |      |
| 2019 | Giochi panafricani                 | Rabat                | LL 57 kg | Oro       |      |
| 2019 | Mondiali                           | Astana               | LL 57 kg | 11º       |      |
| 2019 | Giochi mondiali militari           | Wuhan                | LL 57 kg | 10º       |      |
| 2020 | Campionati africani                | Algeri               | LL 57 kg | Oro       |      |
| 2021 | Giochi olimpici                    | Tokyo                | LL 57 kg | 16º       |      |
| 2021 | Campionati mondiali militari       | Tehran               | LL 61 kg | Bronzo    |      |
| 2022 | Campionati africani                | El Jadida            | LL 61 kg | Oro       |      |
| 2022 | Giochi del Mediterraneo            | Orano                | LL 65 kg | 5º        |      |
| 2022 | Giochi della solidarietà islamica  | Konya                | LL 61 kg | 8º        |      |

## Altre competizioni internazionali
2016
- 5º nei 57 kg nel Torneo africano di qualificazione olimpica ( Algeri)

2020
- 19º nella LL 57 kg nella Coppa del mondo individuale ( Belgrado)

2021
- Argento nei 57 kg nel Torneo africano di qualificazione olimpica ( Hammamet)